# Colotois rosea
Colotois rosea är en fjärilsart som beskrevs av Foltin 1942. Colotois rosea ingår i släktet Colotois och familjen mätare. Inga underarter finns listade i Catalogue of Life.